# عصب ظهراني للبظر
العصب الظهراني للبظر (بالإنجليزية: Dorsal nerve of the clitoris)‏ هو عصب يتَفرعُ من العصب الفرجي.

## مساره
تدخلُ هذه الأعصاب إلى الجيبة العجانية العميقة، حيثُ تسير على طول الحافة الجانبية للجيبة، ثم تخرجُ بالمرور للأسفل عبر الغشاء العجاني. تقوم هذه الأعصاب بحمل الإحساس من البظر، خصوصًا من الحشفة.

## معرض صور

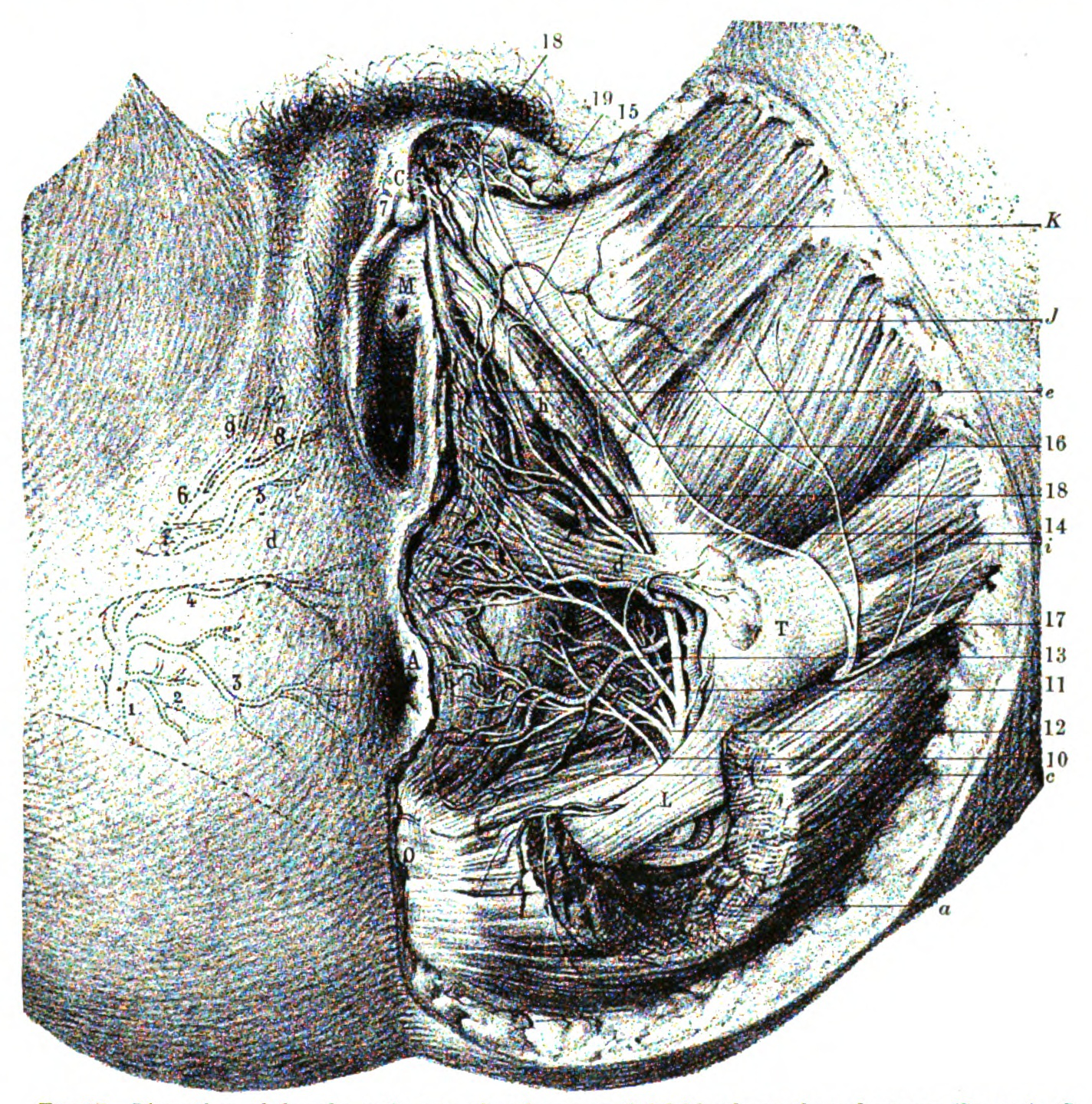
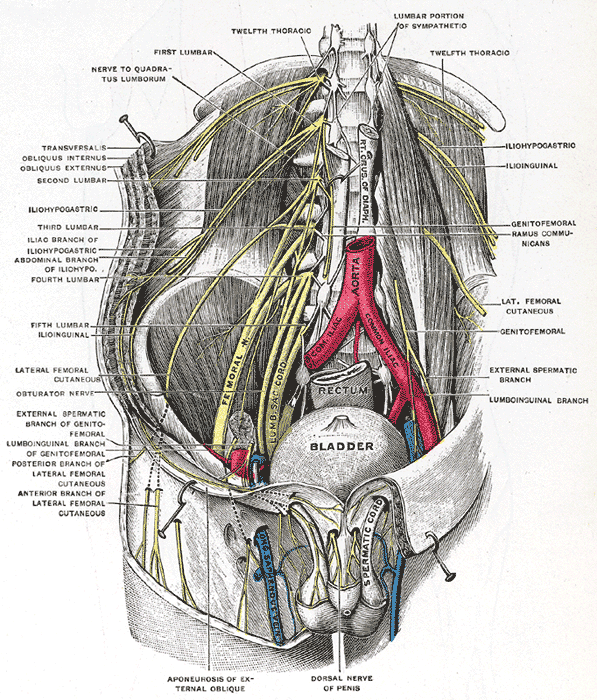
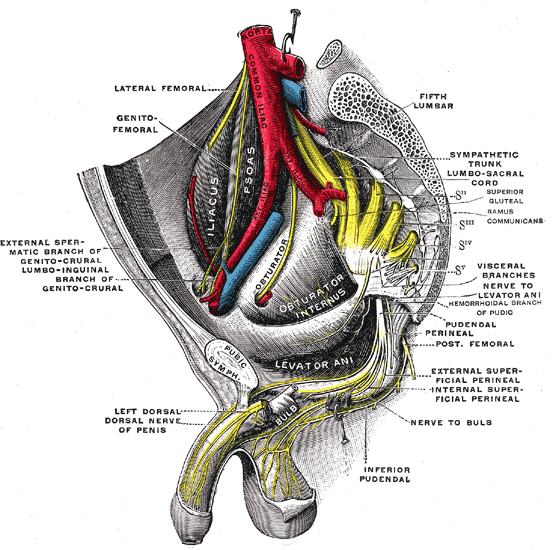